# 교황 마르티노 4세
교황 마르티노 4세(라틴어: Martinus PP. IV, 이탈리아어: Papa Martino IV)는 제189대 교황(재위: 1281년 2월 22일 - 1285년 3월 28일)이다. 본명은 시몽 드 브리옹(프랑스어: Simon de Brion)이다.

## 생애 초기
시몽 드 브리옹은 장 드 브리옹의 아들로 1210년경 프랑스의 일드프랑스에서 태어났다. 그의 형제 질로는 사스 교구의 기사였다. 봉건 영주 집안이었던 브리옹 가문의 명칭은 쥬와늬 인근에 있는 브리옹에서 유래한 것이다. 파리 대학교 출신으로 파도바와 볼로냐로 가서 법학을 공부했다. 1238년 교황의 호의에 힘입어 생캉탱의 의전참사회원이 되었으며, 1248년에서 1259년까지는 루앙 대성당의 의전참사회원을 지내다가 나중에 수석부제가 되었다. 동시에 그는 프랑스 왕 루이 9세에 의해 투르에 있는 생마르탱 성당의 회계원으로 임명되어, 1281년 교황으로 선출될 때까지 지냈다. 1255-1259년, 루이 9세는 롱샹에 클라라회 수녀원을 세우고, 여동생 이자벨 공주를 후견인으로, 시몽 드 브리옹을 보호자로 임명했다. 1260년 시몽 드 브리옹은 루이 9세의 측근으로서 국정에 참여할 수 있는 상서국장으로 등용되었다.

## 추기경
1261년 12월 17일 프랑스 사람인 새 교황 우르바노 4세는 프랑스 상서국장 시몽을 산 체칠리아 성당의 사제급 추기경에 서임했다. 그래서 시몽은 로마에 와서 살아야 했지만, 우르바노 4세는 루이 9세와 그의 동생 앙주의 샤를을 상대하기 위한 고위직을 대리인으로 프랑스에 파견해야 했다. 프랑스 궁정에서의 경력은 시몽이 교황의 대리인으로 일하기에 충분했다.
그리하여 시몽 추기경은 우르바노 4세에 의해 교황 특사로 임명되어 프랑스로 다시 돌아갔으며, 우르바노 4세의 후임인 교황 클레멘스 4세 때도 마찬가지였다. 1264년 성 바르톨로메오 축일 전날, 시몽은 파리에서 시노드를 소집했다. 그는 1274년 8월 1일 교황 그레고리오 10세에 의해 재차 교황 특사로 임명되어 1279년까지 프랑스에 계속 머물렀다. 그가 부여받은 첫 번째 임무는 호엔슈타우펜 왕가의 만프레디에 맞서 십자군 원정을 위한 자금과 지원군을 모집하는 것이었다. 그는 곧 앙주의 샤를이 카를로 1세로서 시칠리아의 왕위에 오르도록 지원하였다. 특사로서 그는 개혁을 위한 시노드를 몇 차례 주재하고 그레고리오 교황의 십자군 기금 모금에 나섰다. 이 중 가장 중요한 시노드는 1276년 9월 13일 부르주에서 열린 시노드였다.
시몽은 교황 특사로 계속 프랑스에 머물러야 했기 때문에 교황 인노첸시오 5세, 교황 하드리아노 5세, 교황 요한 21세, 교황 니콜라오 3세 등이 선출된 콘클라베에 연이어 참석할 수가 없었다. 니콜라오 3세는 선출된지 일주일 후에 프랑스의 교황 특사 시몽에게 친서를 보내 프랑스 왕 필리프 3세와 레온과 카스티야의 왕 알폰소가 화해를 하도록 했다. 아라곤의 왕이 된 후, (시칠리아의 콘스탄체와 혼인한) 알폰소는 시칠리아를 둘러싸고 카를로 1세와 대립하고 있었는데, 교황의 평화 촉구는 카를로 1세와 직접적으로 위협하는 것이었다. 1279년 4월 22일 니콜라오 3세는 시몽에게 필리프 왕에 관한 친서를 써서 보냈다. 교황이 마상 시합 금지령을 내렸지만, 필리프 왕과 프랑스 귀족들은 이를 어기고 마상 시합을 계속 하고 있었기 때문이다. 시몽은 금지령을 어긴 프랑스 왕을 파문하라는 지시를 받았다. 니콜라오 3세는 교황청에 대한 앙주 가문의 영향력을 희석시키고자 추기경을 추가로 10명을 선임하고 수도회, 특히 프란치스코의 비중을 상당히 늘렸다. 니콜라오 3세는 개인적으로 프란치스코회를 총애하기도 하였다. 로마의 영향력 또한 강화되었다. 이 모든 것은 시칠리아의 카를로 1세의 영향력 아래 새 교황이 선출되지 않기 위함이었다.
나중에 시몽 드 브리옹은 1279년 10월 19일 니콜라오 3세에 의해 이탈리아로 소환되었다. 니콜라오 3세는 1280년 8월 22일 비테르보에서 뇌졸중에 걸려 선종했으며, 그가 선종할 당시 추기경은 13명이 있었다. 카를로 1세는 오르시니 가문의 적이면서 니콜라오 3세가 선종한 후 일어난 시가전에서 패해 로마에서 쫓겨난 안니발디 가문과 우호적인 관계를 맺기로 하였다. 안니발디는 비테르보로 피신해 그곳에서 쿠데타를 일으켜 비테르보 시장이자 선종한 전임 교황의 조카인 오르소 오르시니를 몰아냈다. 그러자 곧바로 앙주파는 콘클라베를 장악했는데, 당시 그레고리오 10세가 세운 규칙들은 유명무실한 상태였다. 그럼에도 불구하고 알렉산데르 3세가 세운 규정에 따라 콘클라베에서 교황이 선출되기 위해서는 여전히 3분의 2 이상의 득표가 필요했다. 오르시니파나 프랑스 어디에서도 충분한 표를 얻지 못하고, 단지 상대 진영의 후보가 교황으로 선출되는 것을 막기만 할 뿐이었다. 이러한 교착 상태는 겨울 내내 계속되었다. 1280년 2월 2일 성모 취결례 축일에 성난 군중들이 콘클라베가 열리고 있는 주교 관저로 쳐들어가 마테오 오르시니 추기경과 전임 교황의 동생인 조르다노 오르시니 추기경을 납치했다. 그러자 시몽 드 브리옹이 1281년 2월 22일 반대 없이 만장일치로 교황으로 선출되었다. 그는 자신의 이름을 마르티노 4세로 명명했다.

## 교황
마르티노 4세는 로마에서 대관식을 가지려고 했으나, 로마는 프랑스인을 교황으로 받아들이려고 하지 않았다. 그러자 마르티노 4세는 라티노 오르시니 추기경과 조프레도 다 알라트리 추기경을 친서와 함께 로마로 보내 로마에 들어가서 사순 제1주일에 대관식을 갖고 싶다는 의사를 전달했다. 하지만 로마 시민들은 로마에서 새 교황의 대관식이 열리는 것을 허락하지 않았다. 대신에 그들은 시민회의를 소집해 순전히 개인적 역량만 보고 조반니 가에타니 오르시니를 자신들을 대변하는 원로원 의원으로 뽑고 조반니에게 그의 대리인을 임명할 권한까지 주었다. 결국 마르티노 4세는 1281년 3월 23일 오르비에토에서 대관식을 가졌다. 그는 재임기간 동안 평생 로마 땅을 밟지 못했다. 대신에 그는 라바냐의 피에트로를 자신의 대리로 로마에 파견했다. 그러나 1281년 4월 30일 마르티노 4세는 카를로 1세를 재차 원로원 의원으로 임명하였다. 카를로 1세는 남은 재위기간 동안 로마의 원로원을 겸직하게 되었다. 거의 모든 면에서 카를로 1세에게 의존했던 마르티노 4세는 과거 제4차 십자군이 세웠던 라틴 제국을 부활시키려는 카를로 1세의 계획을 지지하여, 동로마 제국의 황제 미하일 8세 팔레올로고스를 파문하였다. 이로써 그는 1274년 제2차 리옹 공의회에서 겨우 미약하게나마 이루어낸 동서 교회의 일치를 파탄내고 더 이상 타협이 불가능하게 만들었다.
1282년 카를로 1세는 시칠리아 만종 사건으로 유명한 폭력적인 진압으로 시칠리아 섬에 대한 지배력을 상실했다. 시칠리아 주민들은 아라곤의 페드로 3세를 자신들의 왕으로 세우고 교황에게 이를 승인해줄 것을 요청하였다. 그들은 스스로 교황의 속국임을 기꺼이 자처했지만, 헛수고에 지나지 않았다. 오히려 마르티노 4세는 시칠리아의 앙주 왕가를 보호하기 위해 모든 영적·물질적 지원을 아끼지 않았다. 그는 페드로 3세를 파문하고 그의 아라곤 왕국을 몰수하고 그를 토벌하기 위한 십자군 원정을 선포했으나 별다른 효과가 없었다.
구엘프와 기벨린 사이의 다툼이 반복되자 참다 못한 오르비에토 시장 라이네리우스가 강하게 반발하면서 마르티노 4세는 더 이상 오르비에토에 잔류할 수가 없었다. 그는 교황청을 이끌고 1284년 6월 26일 오르비에토를 나와 10월 4일 페루자에 들어갔다.
마르티노 4세는 1285년 3월 25일 주님 부활 대주일에 페루자 대성당에서 장엄 미사를 집전했다. 그리고 미사를 마치고나서 평소처럼 교황 전속 사제들과 함께 점심 식사를 하던 중에 갑자기 병에 걸렸다. 그리고 3월 28일 새벽 5시경에 선종하였다. 그의 유해는 페루자에 있는 산 로렌초 대성당에 안장되었다. 그의 후임자는 그가 선종한지 4일이 지난 4월 2일에 선출되었다.

## 같이 보기
- 교황 목록